# Alfred Steele
Alfred Nu Steele (Nashville, Tennessee; 24 de abril de 1900 - Nueva York; 19 de abril de 1959), fue un hombre de negocios estadounidense famoso por ser director ejecutivo de Pepsi.

## Vida y carrera
Se graduó en la Universidad del Noroeste de Illinois en 1923, donde jugó al fútbol y se convirtió en ejecutivo de publicidad. Su primer empleo fue en Coca-Cola como vicepresidente de Marketing.
Se convirtió en director ejecutivo de Pepsi-Cola en 1949. Bajo su dirección, las ventas se triplicaron entre 1955 y 1957. Redujo el contenido de azúcar de los productos Pepsi. También los introdujo en los países de desarrollo. Trabajó para Pepsi hasta su muerte por un infarto en abril de 1959.
Fue el cuarto y último marido de la actriz Joan Crawford (se casaron el 10 de mayo de 1955 en Las Vegas). Tras su fallecimiento, el nuevo director de Pepsi, elegido a dedo por Alfred Steele, nombró a Joan Crawford como miembro del Consejo de Administración. La actriz colaboró en la promoción de la bebida en varias películas, tales como Strait-Jacket (1964) o Berserk! (1967). Permaneció en la Junta Directiva de la empresa hasta su retiro forzoso en 1973.
Tanto Alfred como Crawford están enterrados en el cementerio Ferncliff en Nueva York. Su nombre en la cripta enumera incorrectamente la inicial del segundo nombre como "M" sin ninguna razón explicada.
Fue interpretado por Harry Goz en la película Mommie Dearest de 1981.